# Corrida de tora

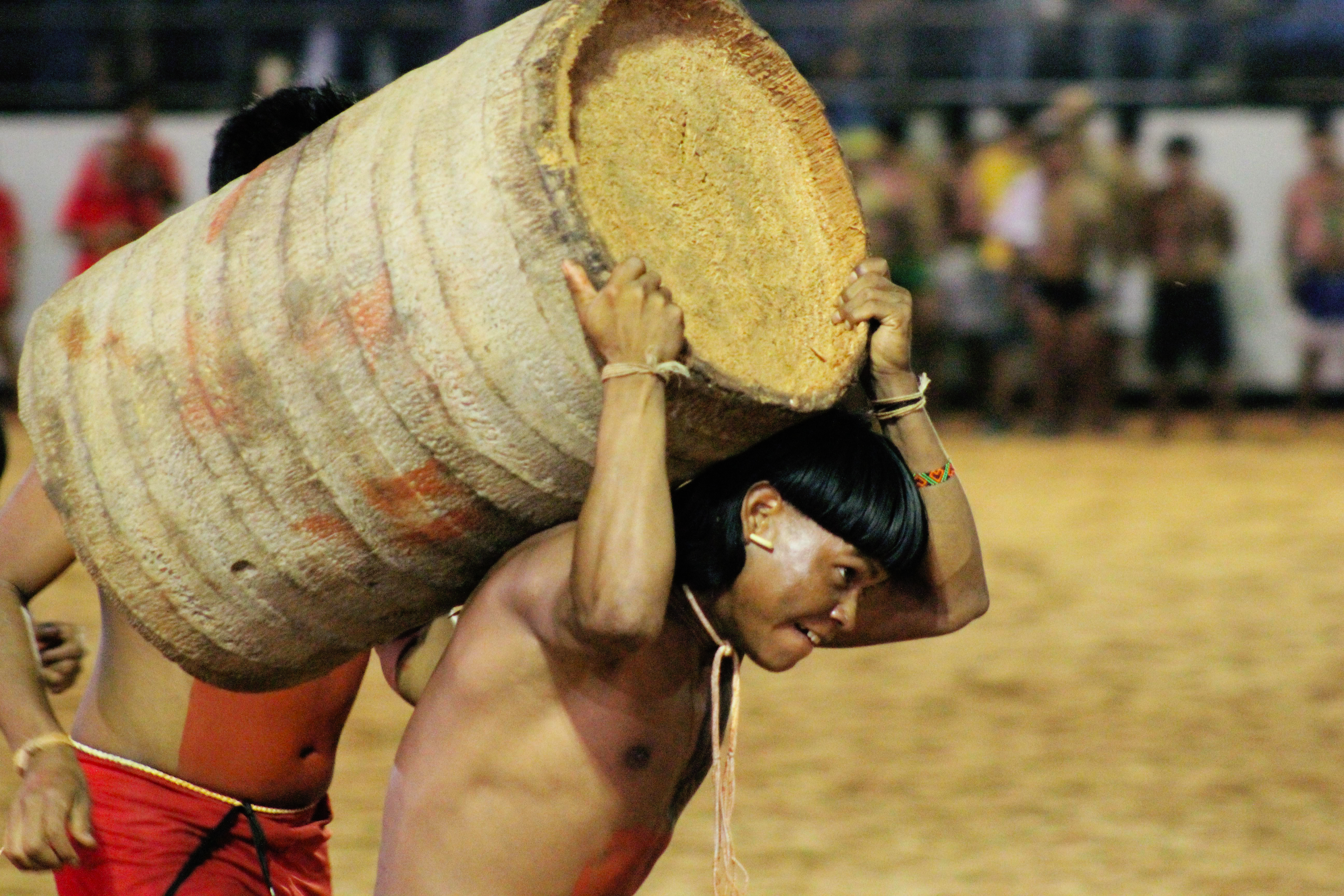
Competidor na primeira edição dos Jogos dos Povos Indígenas

A corrida de tora ou corrida com tora é uma espécie de desporto indígena que consiste no ato realizado entre dois grupos que competem no carregamento revezado de duas grandes e pesadas toras, geralmente de buriti, por um determinado percurso. Nos Jogos dos Povos Indígenas, realizado no Brasil desde 1996, oficializou-se o desporto como o carregamento de uma tora de buriti de 120 quilos, para os homens, e troncos de 100 quilos para as mulheres.
A corrida com tora é uma atividade indígena tradicional que abrange diversos significados sociais, religiosos e esportivos. Entre as populações que realizam a atividade então os Krahô, Xerente e Apinajé, do estado do Tocantins; os Kanela e os Krikati, do Maranhão; os Gavião, do Pará; e os Xavante, do estado de Mato Grosso.
As toras podem representar símbolos mágico-religiosos, como o fim do luto pela morte de algum membro da comunidade ou são parte de uma festa ou outro tipo de celebração. É comum manter a madeira dentro do rio para que fiquem mais pesadas com a absorção da água. As principais etnias que participam tradicionalmente dessa modalidade em suas vidas cotidianas são: os Xavantes, os Xerente, os Gaviões Kyikatêje-parakateyês, os Kanela, os Krikati e os Krahô. Porém, nos Jogos dos Povos Indígenas, as etnias que não realizam essa corrida de forma tradicional também podem participar do evento.

## Características
A corrida se inicia quando um dos membros do grupo, ajudado pelos companheiros, coloca a tora aos ombros e sai correndo, seguido pelos demais. Assim que este se mostra cansado, um dos companheiros o substitui. Desta forma, a tora vai sendo passada de um ombro a outro até o final da corrida. As corridas ocorrem diariamente, podendo acontecer pela manhã e à tarde.
As corridas com tora na etnia Khraô são realizadas ao amanhecer ou ao entardecer, neste último caso, após o retorno dos Khraô de uma atividade coletiva na roça ou de um uma caça, sempre com duas toras quase idênticas,  Também é praticada nos rituais, festas e brincadeiras. São eventos ritualísticos de caráter símbolico e religioso, sem premiação. Os participantes se dividem em dois grupos de corredores rivais, cabendo apenas a um competidor de cada grupo carregar a tora, revezando-se em um mesmo percurso. As corridas se realizam no sentido de fora para dentro da aldeia, nunca de dentro para fora, ou mesmo dentro dela, quando são estabelecidos os pontos de largada e chegada no pátio de uma casa chamada woto, uma espécie de oca preparada para as práticas culturais, sociais e políticas. O ritual do "Porkahoks" simboliza o fim do luto pela morte de algum membro da comunidade. Quando realizado pela manhã, a corrida ganha um sentido ginástico para a preparação do corpo. Corre-se com as toras ao redor das casas, no sentido anti-horário.
Na tribos dos Xavante, por sua vez, a corrida com toras, o "Uiwed", ocorre entre duas equipes de 15 a 20 pessoas. Eles pintam os corpos e correm mais de cinco quilômetros, revezando até chegar ao "Wa'rãm'ba", o centro da aldeia, onde iniciam a Dança do "Uwede'hõre". Na festa da comida  ("U'pdöwarõ"), o tronco usado para a corrida com toras usado é maior e mais pesado.
Na etnia Gavião também existem grandes corredores de tora. O "Jãmparti", uma corrida com uma tora que pesa mais de 100 quilos, comprida e carregada por dois atletas, é realizada sempre no período final das corridas de toras comuns, quando o objeto é carregado por um participante apenas. Em todas essas manifestações há a participação das mulheres.
Na aldeia Pataxó, para participar da Corrida com Toras, os competidores devem seguir as seguintes regras:
1. Todos os atletas devem correr com trajes típicos (Tanga e cocar);
2. Não é permitido correr sem tanga (Vestimenta Pataxó);
3. Os colares e adornos que atrapalhem na condução da tora podem ser retirados;
4. Caso a tora caia o outro atleta pode ajuda seu companheiro para continuar a corrida;

## Preparação das Toras
As toras usadas no evento são confeccionadas com o tronco de uma palmeira chamada Buriti, uma espécie de coqueiro, considerado sagrado pelos Krahô. Do buriti, os indígenas aproveitam praticamente tudo, desde seu fruto, como alimento, folhas para cobertura de casa e confecção de artesanatos, com cestarias e abanos, até o tronco para rituais e atividades esportivas. 
De acordo com o ritual a ser realizado, a toras podem ter tamanhos variados e pesarem de 2 a 120 kilos. Na preparação de corte dessa madeira, há um ritual de cantos e danças. A madeira é derrubada e cortada em duas partes, em forma de cilindros em tamanhos iguais. Na extremidade da tora é feito um tipo de cava para facilitar seu carregamento.

## A Corrida de Toras nos Jogos dos Povos Indígenas
Para ser realizado de modo competitivo e permitir a participação de várias etnias, a Corrida de Tora sofreu um processo de regulamentação. As normas da Corrida de Tora do IX Jogos dos Povos Indígenas foram:
1. A competição será dirigida e observada por, pelo menos, cinco “juízes” neutros, não indígenas;
2. Cada etnia deverá formar uma equipe com 12 atletas corredores e mais três reservas;
3. As toras que serão usadas nesta prova deverão ser preparadas pela comissão organizadora.
4. A largada e chegada da corrida serão em frente à oca como é a tradição indígena.
5. Os competidores terão que dar 02(duas) voltas na pista, dentro da arena.
6. Caso haja empate na segunda largada, haverá a terceira largada. Os chefes de cada equipe serão chamados para um outro sorteio (par/impar ou cara/coroa).
7. A escolha da tora com que cada equipe irá correr será feita por sorteio.
8. A largada será sempre entre duas etnias (equipes), escolhidas num sorteio prévio.
9. Será utilizado o sistema de eliminatória simples em todas as fases, até chegar a um ganhador maior.

## Corrida de Toras em Defesa do Cerrado
A Corrida de Toras em Defesa do Cerrado é um manifesto político-cultural dos direitos e dos territórios dos povos indígenas. Realizado há mais de 20 anos, o evento tem o objetivo de chamar atenção para o crescimento de plantações e de pastagens ao redor das reservas indígenas no cerrado. 
No protesto realizado no dia 15/09/2024, mulheres das etnias Timbira e Xavante percorreram uma quadra da Asa Norte de Brasília pintadas nas cores das tribos para espantarem os maus espíritos e para reinvidicarem a proteção do cerrado.
Nos últimos anos, a corrida de toras tem despertado interesse de diversos trabalhos acadêmicos, tornando-se objeto de estudo científico em várias áreas do conhecimento, mas principalmente na educação física, antropologia, sociologia e pedagogia. Por exemplo, em um estudo em uma escola pública municipal de Serra-ES, foram realizadas experiência pedagógicas com os jogos de Peteca e com a Corrida de Torra, quando observou-se estas manifestações apresentam possibilidades pedagógicas que contribuem positivamente para o aumento da consciencialização acerca da cultura indígena e de suas tradições.
Em outro trabalho sobre a criação de jogos didáticos para a Educação Escolar Indígena Krahô, mais especificamente na Escola Indígena 19 de Abril, localizada na aldeia Manoel Alves Pequeno, ao nordeste do estado do Tocantins, o jogo Corrida de Toras foi trabalhado em oficinas pedagógicas com professores indígenas com o intuito de contribuir para a prática docente nesta instituição.
A pesquisa “Experiências pedagógicas sobre temática indígena – a corrida com tora dos Ramkokamekrá Canela” investigou a música, à cultura e a dinâmica da corrida com tora entre os Ramkokamekrá Canela - MA. O local da pesquisa foi a Aldeia dos Indígenas Ramkokamekrá Canela em Escalvado, Barra do Corda no período de 2017 a 2020.  O trabalho discute estratégias de aprendizagem e de estudos da cultura indígena nas escolas e sugere atividades que podem ser desenvolvidas dentro e fora da sala de aula.

Um livro pioneiro neste campo de estudo é "Ritos de uma tribo Timbira", de Júlio César Mellati, publicado em 1978. O referido estudo analisa a vida cíclica ritual dos Krahô, abordando aspectos da organização social e os processos relacionais com os outros Timbira do Brasil Central e com os não-índios.